# Osman Lins
Osman Lins (* 5. Juli 1924 in Vitória de Santo Antão, Pernambuco; † 8. Juli 1978 in São Paulo) war ein brasilianischer Schriftsteller. Er schrieb avantgardistische, verrätselte Romane und Erzählungen, die von Nouveau Roman beeinflusst sind, sowie Theaterstücke.
Osman Lins absolvierte ein Wirtschaftsstudium an der Universität von Recife und arbeitete anschließend bis 1970 in einer Bank in São Paulo. Seinen ersten Roman 0 Visitante veröffentlichte er 1955 und erhielt dafür sofort zwei Preise. In dieser ersten Schaffensperiode veröffentlichte er noch 1957 die Erzählungen Os Gestos und 1961 den Roman O Fiel e a Pedra (1981 als Telenovela in 30 Folgen verfilmt).
Danach unternahm er eine längere Europareise und wählte zurückgekehrt als Wohnsitz die Metropole São Paulo, in der seine zweite Schaffensperiode mit Werken wie Nove, Novena, Avalovara und A Rainha dos Cárceres da Grécia begann. La Paz Existe? schrieb er zusammen mit seiner Lebensgefährtin, der Schriftstellerin Julieta de Godoy Ladeira. In diesem Buch wird eine Reise von Peru nach Bolivien geschildert.
Osman Lins arbeitete auch als Literaturdozent in São Paulo. Er wurde mit verschiedenen Literaturpreisen ausgezeichnet, u. a. mit dem Coelho Neto-Preis.

## Werke
- 0 Visitante : romance. 1955.
- Os Gestos :  contos. 1957.
- O Fiel e a Pedra : romance. 1961.
- Marinheiro de Primeira Viagem. 1963.
- Lisbela e o Prisioneiro : teatro. 1964.
- Nove, Novena : narrativas. 1966.
  - Deutsche Ausgabe: Verlorenes und Gefundenes : Erzählungen. Suhrkamp, Frankfurt am Main 1978, ISBN 3-518-03542-8. (Übersetzerin: Marianne Jolowicz).
- Um Mundo Estagnado : ensaio. 1966.
- Capa-Verde e o Natal : teatro infantil. 1967.
- Guerra do Cansa-Cavalo : teatro. 1967.
- Guerra sem Testemunhas — o Escritor, sua Condição e a Realidade Social : ensaio,. 1969.
- Avalovara : romance. 1973.
  - Deutsche Ausgabe: Avalovara : Roman. Suhrkamp, Frankfurt am Main 1976, ISBN 3-518-03541-X. (Übersetzerin: Marianne Jolowicz).
- Santa, Automóvel e o Soldado : teatro. 1975.
- Lima Barreto e o Espaço Romanesco : ensaio. 1976.
- A Rainha dos Cárceres da Grécia : romance. 1976.
  - Deutsche Ausgabe: Die Königin der Kerker Griechenlands : Roman. Suhrkamp, Frankfurt am Main 1980, ISBN 3-518-03543-6. (Übersetzerin: Marianne Jolowicz).
- Do Ideal e da Glória. Problemas Inculturais Brasileiros : coletânea de artigos e ensaios. 1977.
- La Paz Existe? : literatura de viagem, em parceria. Zusammen mit: Julieta de Godoy Ladeira, 1977.
- O Diabo na Noite de Natal : literatura infantil. 1977.
- Missa do Galo, Variações Sobre o Mesmo Tema, Organização e Participação. 1977.
- Casos Especiais de Osman Lins : novelas adaptadas para televisão e levadas ao ar pela TV Globo. 1978. Bestehend aus: A Ilha no Espaço, Quem Era Shirley Temple? und Marcha Fúnebre.
- Evangelho na Taba. Problemas inculturais brasileiros II : coletânea de artigos, ensaios e entrevistas. Zusammen mit: Julieta de Godoy Ladeira, 1979.
- Domingo de Páscoa : novela. 1978.